# Eduardo Bonvallet
Eduardo Guillermo Bonvallet Godoy (* 13. Januar 1955 in Santiago; † 18. September 2015 ebenda) war ein chilenischer Fußballspieler. Auf Vereinsebene unter anderem für Universidad de Chile, Universidad Católica und O’Higgins Rancagua aktiv, nahm er mit der Nationalmannschaft seines Heimatlandes auch an der Fußball-Weltmeisterschaft 1982 in Spanien teil.

## Karriere

### Vereinskarriere
Eduardo Bonvallet wurde am 13. Januar 1955 in Chiles Hauptstadt Santiago geboren und begann seine fußballerische Laufbahn dort in der Jugend von CF Universidad de Chile, wo er ab 1968 kickte. Im Jahre 1972 erfolgte die Aufnahme des defensiven Mittelfeldspielers in die erste Mannschaft des Vereins. Von 1972 bis 1974 lief Bonvallet in der Folge in 36 Meisterschaftsspielen für Universidad de Chile auf und erzielte dabei vier Treffer. Ein Titelgewinn gelang in dieser Phase jedoch nicht.
Ab 1975 spielte Eduardo Bonvallet erneut drei Spielzeiten lang für CD Universidad Católica, ebenfalls in Santiago de Chile beheimatet. Auch mit diesem Verein konnte Bonvallet keinen Titel gewinnen, während er auf insgesamt 46 Spiele im Ligabetrieb kam, in denen er fünfmal das gegnerische Tor traf. In den Spielzeiten 1978 und 1979 folgte eine Tätigkeit für CD O’Higgins aus Rancagua, für das er in insgesamt 53 Ligapartien auflief und dabei ein Tor erzielte. Die Primera División 1978 beendete man auf einem überraschend guten dritten Platz und qualifizierte sich zum ersten Mal in der Vereinsgeschichte für die Copa Libertadores, wo man jedoch bereits nach der Gruppenphase ausschied. 1980 spielte Eduardo Bonvallet erneut für Universidad Católica, wo er siebzehn Ligaspiele machte.
Zur Jahresmitte 1980 wechselte Eduardo Bonvallet in die Vereinigten Staaten zu den Fort Lauderdale Strikers. Mit dem Verein erreichte Bonvallet das Soccer Boal, also das Endspiel um die Meisterschaft der North American Soccer League. Hier unterlag man jedoch New York Cosmos um Franz Beckenbauer, Johan Neeskens und Giorgio Chinaglia mit 0:3 und wurde amerikanischer Vizemeister.
1981 kehrte Eduardo Bonvallet nach Chile zurück, um sich wieder Universidad Católica anzuschließen. In den folgenden zwei Jahren machte er weitere 48 Ligaspiele für den Klub, in denen ihm zwei Treffer gelangen. 1983 spielte er zunächst ein halbes Jahr für Unión San Felipe, ehe er für die zweite Saisonhälfte erneut in die USA wechselte und diese bei den Tampa Bay Rowdies verbrachte. Im Trikot dieser Mannschaft beendete Eduardo Bonvallet seine Spielerlaufbahn 1983 im Alter von 28 Jahren.

### Nationalmannschaft
Zwischen 1979 und 1982 brachte es Eduardo Bonvallet auf insgesamt 24 Länderspiele für die chilenische Fußballnationalmannschaft. Ein Torerfolg gelang ihm hierbei nicht. Von Nationaltrainer Luis Santibáñez wurde er ins Aufgebot der Südamerikaner für die Fußball-Weltmeisterschaft 1982 in Spanien berufen. Bei dem Turnier wirkte Bonvallet als Stammspieler im Mittelfeld der Chilenen und kam in allen drei Spielen zum Einsatz. Die chilenische Mannschaft zeigte sich bei der Weltmeisterschaft 1982 jedoch weniger erfolgreich. In einer Gruppe mit der Bundesrepublik Deutschland, Österreich und Algerien konnte man keinen einzigen Punktgewinn erzielen und schied als Gruppenletzter deutlich nach der Vorrunde aus. Danach sollte es zudem bis 1998 dauern, ehe sich eine chilenische Nationalmannschaft wieder für eine Fußball-Weltmeisterschaft qualifizieren konnte.
Bereits zuvor hatte Eduardo Bonvallet mit der chilenischen Nationalmannschaft an der Copa América 1979 teilgenommen. Hier belegte die Auswahl Chiles am Ende den zweiten Platz, nachdem man sich nur aufgrund der schlechteren Tordifferenz Paraguay geschlagen geben musste.

## Postaktive Zeit
Nachdem er seine Laufbahn mit nur 28 Jahren beendet hatte, arbeitete Eduardo Bonallet lange Jahre als Kommentator für das chilenische Fernsehen. So war er für den Sender Canal 13 als Experte bei den Fußball-Weltmeisterschaften 2002 in Japan und Südkorea sowie 2010 in Südafrika unterwegs.
Weiterhin war Bonvallet kurzzeitig als Trainer aktiv. Allerdings war seine Tätigkeit bei Deportes Temuco im Jahr 2007 weder von Erfolg noch von langer Dauer gekennzeichnet.
Im Jahr 2011 wurde bei Bonvallet Magenkrebs diagnostiziert, ein Jahr später gab er an, geheilt zu sein. Eduardo Bonvallet nahm sich am 18. September 2015 in Santiago de Chile durch Erhängen das Leben, nachdem er zuvor unter Depressionen gelitten haben soll.